# Draperstown

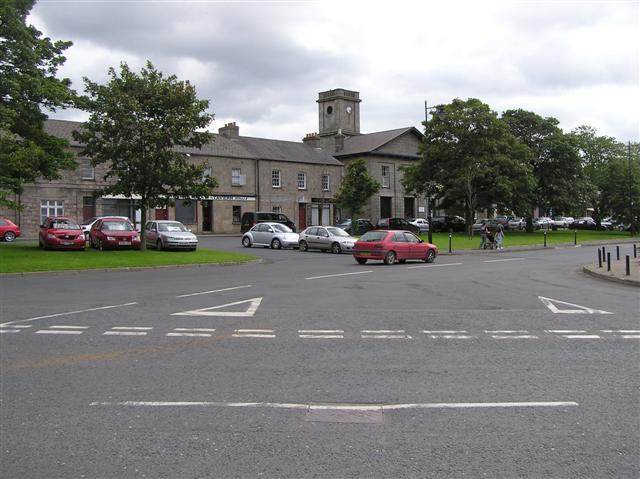
Draperstown.

Draperstown (iriska: Baile na Scríne) är ett samhälle i grevskapet Londonderry och i distriktet Mid Ulster i Nordirland. År 2001 hade Draperstown 1 638 invånare. Draperstown ligger i Sperrinfjällen.
Draperstown grundlades, och har fått sitt namn från, Drapers' Company från City of London under bosättningen i Ulster. Före denna tid var området även känt som Ballynascreen från det iriska namnet Baile na Scríne.
Samhället har ett turistcenter.